# Harry B. Smith

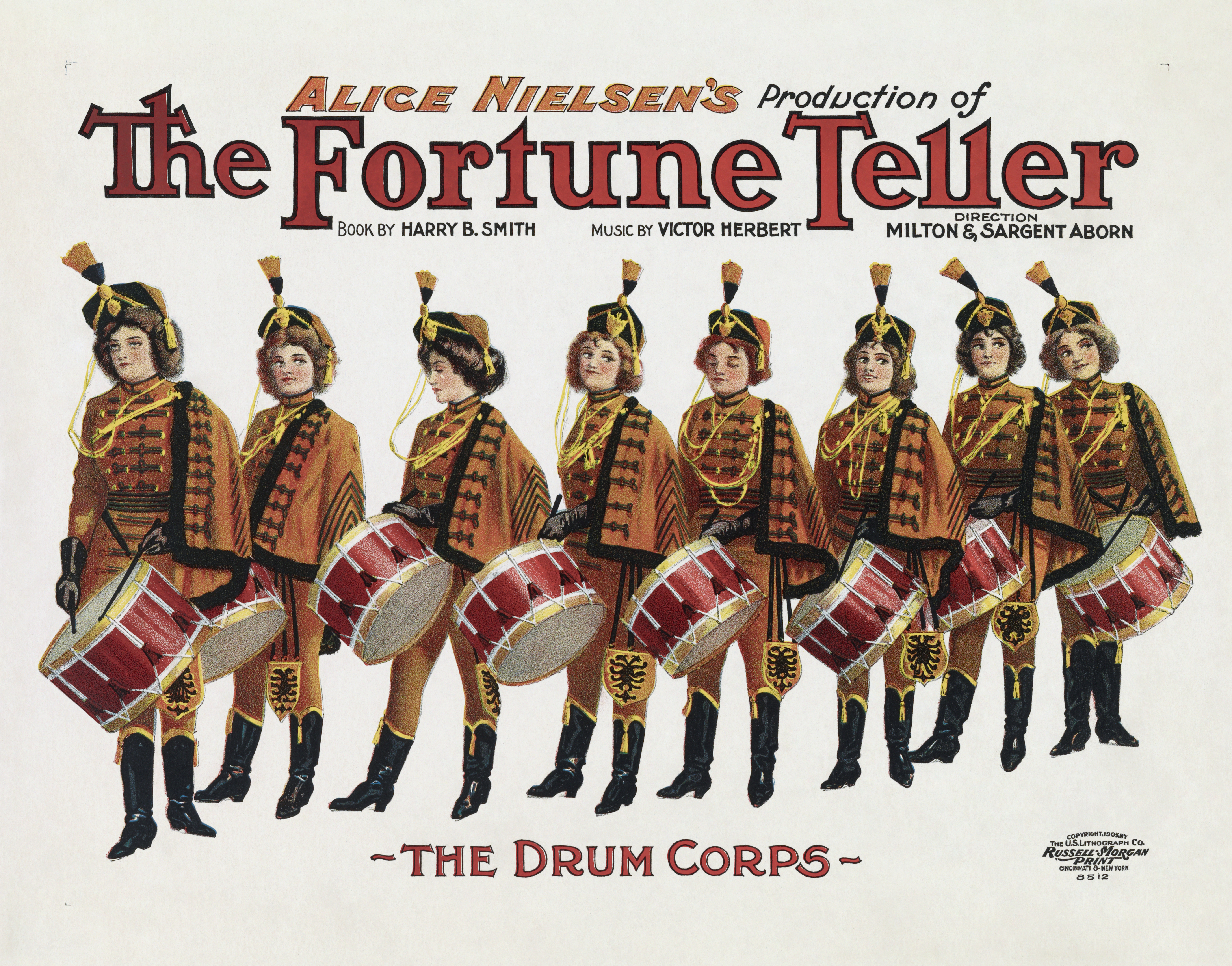
Cuerpo de tambores de The Fortune Teller

Harry Bache Smith (Buffalo, 28 de diciembre de 1860 – Atlantic City, 1 de enero de 1936) fue un escritor, creador de canciones y compositor. El más prolífico de los escritores para escena de EE. UU., se dice que escribió más de 300 libretos y alrededor de seis mil canciones. Algunas de sus obras más conocidas fueron libretos para el compositor Victor Herbert. También escribió el libreto o las canciones para diversas versiones de Ziegfeld Follies.
Harry nació en Buffalo, Nueva York hijo de Josiah Bailey Smith (nacido en 1837) y Elizabeth Bach (nacida 1838). Según su autobiografía First Nights and First Editions (Boston: Little, Brown, 1931), el verdadero nombre de Harry fue Henry Bach Smith. Harry se casó dos veces. Su primera esposa fue Lena Reed (nacida el 21 de agosto de 1868), con quien se casó el 12 de octubre de 1887 en Chicago, Illinois. Harry y Lena tuvieron un hijo llamado Sydney Reed Smith (nacido el 15 de julio de 1892). La segunda esposa de Harry fue la actriz Irene M. Bentley (1870 - 3 de junio de 1940). Harry se casó con Irene el 23 de noviembre de 1906 en Boston, Massachusetts, después de que ella se divorciara el 12 de junio de 1906 de su primer esposo James Thomas Sothoron, Jr. (1867–1913). Irene se retiró de la escena en 1910, y murió en Allenhurst, Nueva Jersey. Está enterrada en el cementerio Woodlawn (Webster Avenue & East 233rd Street, Bronx, NY). Mientras estuvo en una breve vacación de año nuevo en Atlantic City, Nueva Jersey, Harry murió de un ataque al corazón (el 1 de enero de 1936) en su habitación del Hotel Marlborough-Blenheim. Más tarde ese mismo día su cuerpo fue enviado a una fineraria de Nueva York. 
El hermano menor de Harry Robert Bache Smith (4 de junio de 1875 - 6 de noviembre de 1951) fue también un exitoso letrista. Harry trabajó en muchas producciones de teatro musical de su época.

## Producciones selectas de Harry B. Smith
- Robin Hood - libreto de opereta escrito en el invierno de 1888-1889 (y reposición 1944)
- Rob Roy - ópera, libreto escrito en 1894
- The Serenade - musical, letra escrita en 1897
- The Fortune Teller - libreto de opereta escrito en 1898
- Foxy Quiller - opereta escrita en 1900
- The Belle of Bohemia - opereta escrita en 1900
- The Wild Rose - opereta escrita en 1902
- Miss Dolly Dollars - musical, libreto y canciones escritas en 1905
- The Spring Maid - musical, libreto y canciones escritas en 1910
- Sweethearts - libreto de opereta escrito en 1913 (y reposición de 1947)
- The Girl from Montmartre - musical, canciones escritas en 1913
- Very Good Eddie - musical, canciones adicionales escritas en 1915 (y reposición 1975-76)
- The Century Girl - musical, canciones adicionales escritas en 1916
- Love o' Mike - musical, canciones escritas en 1917
- Ladies First - musical, libreto y canciones escritas en 1918
- The Canary - musical, libreto escrito en 1918
- Florodora - reposición de 1920 (libreto revisado)
- Caroline - opereta; canciones escritas en 1923
- The Love Song - opereta; canciones en inglés escritas en 1925
- Princess Flavia - opereta; canciones en inglés escritas en 1925
- Countess Maritza - opereta; canciones en inglés escritas en 1926
- The Circus Princess - musical, canciones escritas en 1927
- Rogues and Vagabonds - musical escrito en 1930
- Three Little Girls - obra de teatro, canciones escritas en 1930